# Tabernaemontana heterophylla
Tabernaemontana heterophylla är en oleanderväxtart som beskrevs av Vahl. Tabernaemontana heterophylla ingår i släktet Tabernaemontana och familjen oleanderväxter. Inga underarter finns listade i Catalogue of Life.